# كوريكا

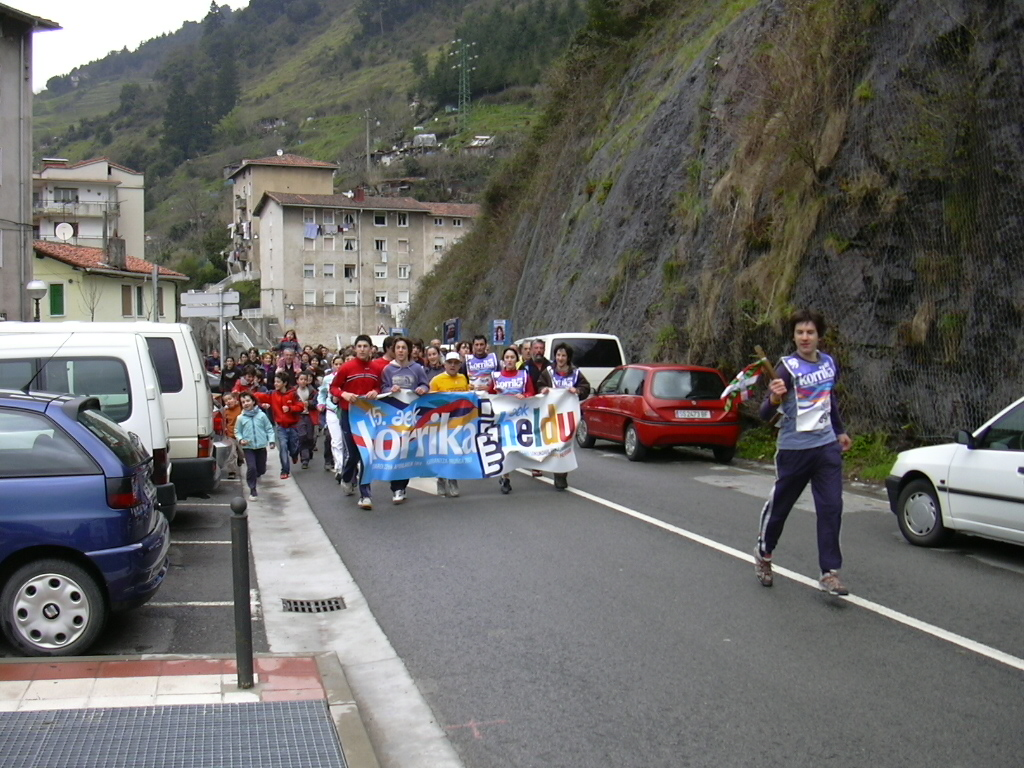

 كوريك هو سباق للمعارض يقام مرتين سنوياً في إقليم الباسك من أجل جمع التبرعات لمؤسسة AEK للتدريس باللغة الباسكية. وهي واحدة من أكبر التجمعات التي تجمع الدعم للغة في العالم، تغطي مسافة 2.557 كيلومترًا في 2017، تشغل ليلاً ونهارًا دون انقطاع لمدة 11 يومًا. يتم الاحتفال بالكوريكا بعيدًا عن هدف جمع التبرعات، حيث يشجع ويدعم وينشر لغة الباسك نفسها.
تم تأسيس هذه المبادرة، بالإضافة إلى منظمة AEK نفسها، من قبل الأشخاص المعنيين باللغة. يتم تنظيمه حاليًا في الربيع مرة كل عامين، مع إصدار عام 2017 كإصداره العشرين.

## خلفية
لغة الباسك حاليا في وضع خطير وغير آمن. وفقا لليونسكو، يقال أنها معرضة لخطر الانقراض في مناطق مختلفة. في الواقع لا تعتبر لغة الباسك لغة رسمية في مناطق معينة. ومع ذلك، فإن هذا السباق غير التنافسي يجتذب الأراضي بأكملها من خلال جو بهيج ومبهج خلال الأسبوعين اللذين تقام فيهما.
خلال فترة ديكتاتورية فرانكو التي أستمرت 40 عامًا، خضعت لغة الباسك للانحدار السريع خلال فترة طويلة من الاضطهاد. حتى أن الشرطة الإسبانية قد عاقبت الأشخاص الباسكيين بسبب التحدث بلغتهم الوحيدة في الأماكن العامة، معتبرين أنها لغة مخالفة للتحديث. وعلاوة على ذلك، فإن التحدث باللغة الباسكية محظور أيضًا في المدارس، حيث يتم في كثير من الأحيان معاقبة الأطفال (حتى جسديًا) إذا ما تم القبض عليهم وهم يتحدثون باللغة الباسكية. توافق غالبية اللغويين الذين يقومون بتحليل الوضع على أن السياسات اللغوية المطبقة من قبل إسبانيا وفرنسا ضد لغة الباسك قد أضرت كثيراً بالموقف الذي تظهره اللغة اليوم.
وبسبب القلق من ضعف اللغة، بدأ الناس في إنشاء و منظمات سرية حيث تم تدريس لغة الباسك. وضعت حركة الباسك التي تم إنشاؤها حديثا رابطة AEK لتعليم الحروف الهجائية للغة. وبمجرد انتهاء الدكتاتورية، بدأت مجموعة من المبتكرين الباسكيين العمل في المشروع الذي يعتبر اليوم أحد أقوى المشاريع في إقليم الباسك: كوريكا. كانت فكرتهم الرئيسية هي حمل مطالبهم عبر الإقليم، بدلاً من تركيز جميع الأشخاص في المنطقة نفسها. انطلقت الطبعة الأولى، بين الانتقادات على «حماقة» الفكرة، في أونياتي في 29 نوفمبر 1980 وانتهت في 7 ديسمبر في بلباو.

## التنظيم والإجراء

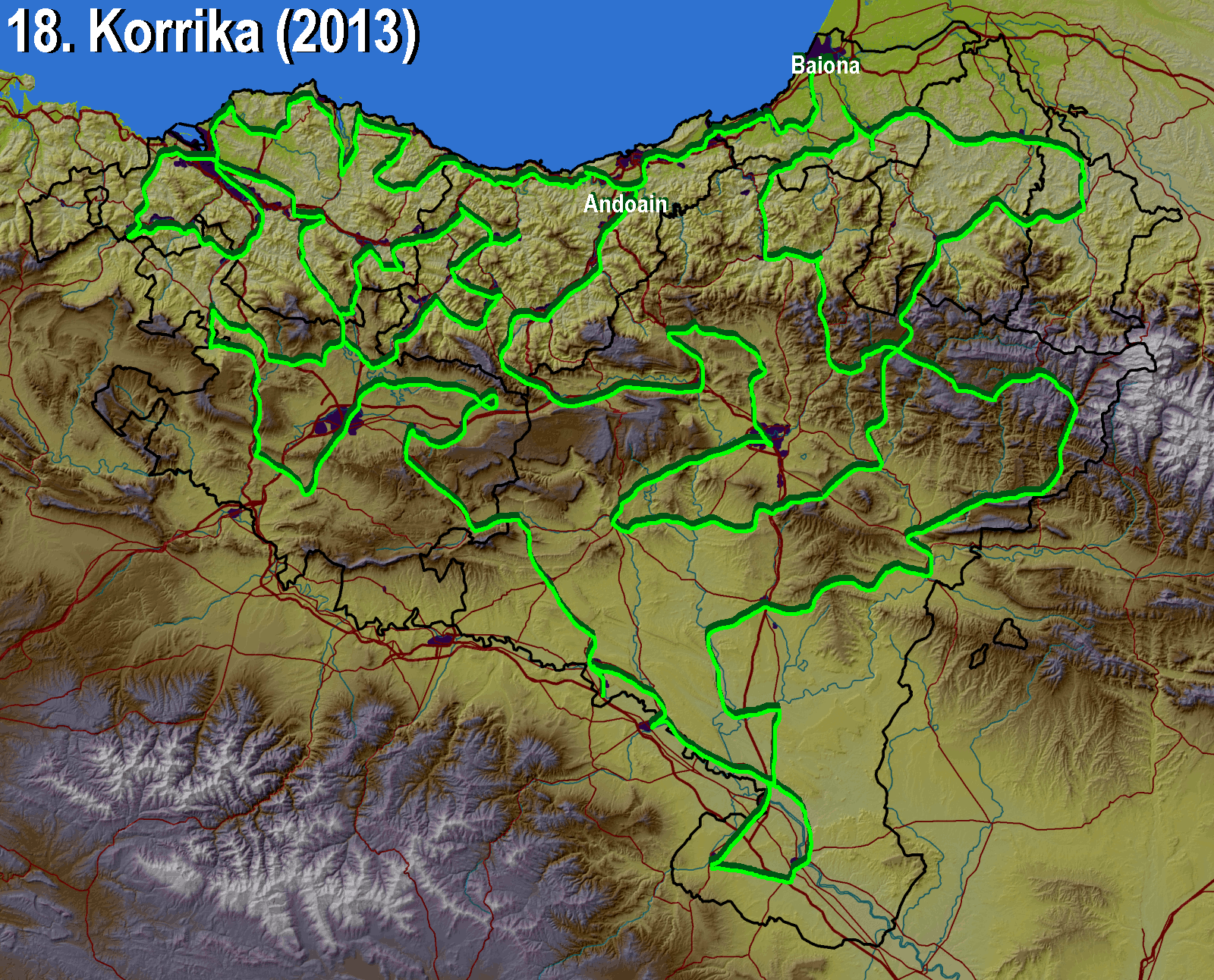
طريق السباق في نسخته الثامنة عشرة عام 2013.

ومن المقرر عادة أن تستمر Korrika عشرة أيام. أول كوريكا حدث في عام 1980، ومنذ ذلك الحين، اتبع كل سباق طريقا مختلفاً رغم أنه يسعى دائما إلى تغطية نسبة كبيرة من أراضي الباسك التاريخية. السباق الذي يتواصل بإستمرار دون توقف حتى أثناء الليل، لديه مستوى مشاركة يقرب من 600000 شخص.
من أجل جمع الأموال لترويج لغة الباسك، يتم «بيع» كل كيلومتر من السباق إلى فرد معين أو منظمة معينة، والذي سيكون رأس الصفة خلال الكيلومتر الذي تم شراؤه. يقوم قائد السباق بترتيب هراوة خشبية، محفوظة من السباق الأول، وتزين بعلم الباسك أو Ikurriña. تم تصميم الهراوة الأولى من قبل Remigio Mendiburu ويمكن رؤيتها في متحف سان تيلمو، سان سيباستيان. تم تصميم الهراوة الحالية بواسطة النحات خوان غوريتي. يتضمن كل إصدار، منظمو Korrika رسالة سرية، والتي تُقرأ في نهاية المهرجان، بعد أن تم تمريرها باليد، من خلال الآلاف من متحدثين الباسك. لطالما اعتبرنا شرف حمل العصا التي تشتري منها المنظمات المختلفة الكيلومترات لدعم لغة الباسك وكذلك مؤيدها AEK.
خلف قائد السباق، يحمل المشاركون التاليون مباشرة لافتة تحمل شعار السباق، يتغير كل طبعة. يتم السباق بروح مرحة للغاية وغير تنافسية، مصحوبة بالموسيقى والهتافات العامة، مع وجود طرق ممتلئة بالمتفرجين. تحتوي كل طبعة على أغنيتها الخاصة، التي قام بها فنانين مختلفين ومعترف بهم. خلال هذه الفترة، تم تنظيم العديد من الأنشطة الثقافية للترويج لاستخدام الباسك، بدعم من الأكاديمية الملكية للغة الباسك.